# Профсоюз работников здравоохранения РФ
Профессиональный союз работников здравоохранения Российской Федерации, один из самых крупных отраслевых профсоюзов России. Объединяет работников  учреждений системы здравоохранения, научных центров, аптечных, санаторно-курортных и других организаций,  студентов и учащихся учреждений высшего и среднего профессионального образования. Численность – около 3 млн. чел. (по состоянию на начало 2015 г.).

## История образования
С началом 90-х годов прошлого столетия началось реформирование профсоюзов России,  был создан российский отраслевой Профсоюз — профсоюз работников здравоохранения РСФСР. Затем, в связи с переименованием РСФСР в Российскую Федерацию, он был переименован в профессиональный союз работников здравоохранения Российской Федерации.
Минюстом России решение о государственной регистрации Профсоюза принято 5 июня 1991 года. С момента создания Профсоюза до 2021 года его возглавлял Михаил Михайлович Кузьменко.
20-21 мая 2015 года состоялся VI съезд Профсоюза. На нем был переизбран председатель Профсоюза Михаил Кузьменко, внесены изменения в Устав профсоюза и изменено название на «Общероссийский профсоюз работников здравоохранения«» (сокращенно — «Роспрофздрав»).
21-22 апреля 2021 года состоялся VII съезд Профсоюза. На нем председателем Профсоюза был избран Анатолий Иванович Домников, ранее возглавлявший Московскую областную организацию Профсоюза.

## Деятельность
Основная цель деятельности – представительство и защита индивидуальных, коллективных социально-трудовых, профессиональных, экономических и иных прав и интересов медицинских работников. В своей деятельности Профсоюз независим от органов исполнительной власти, органов местного самоуправления, работодателей, политических партий и других общественных объединений, а взаимоотношения с ними строит на основе социального партнерства, диалога и сотрудничества.

## Членство в иных организациях
Профсоюз работников здравоохранения Российской Федерации является членской организацией:
- Федерации Независимых Профсоюзов России;
- Международной конфедерации  профсоюзов работников здравоохранения;
- Интернационала общественного обслуживания;
- Ассоциации профсоюзов работников непроизводственной сферы РФ;
- Европейской Федерации профсоюзов общественного обслуживания.

## СМИ о Профсоюзе
- Российские бюджетники проводят предупредительную забастовку
- Против отмены накопительной части пенсии выступили профсоюзы работников бюджетной сферы
- Профсоюзный раскол
- Пенсии по выслуге лет для медиков могут уйти в прошлое
- Профсоюз работников здравоохранения обсудил проблемы в отрасли
- 25 лет Профсоюзу работников здравоохранения РФ